# Sampion

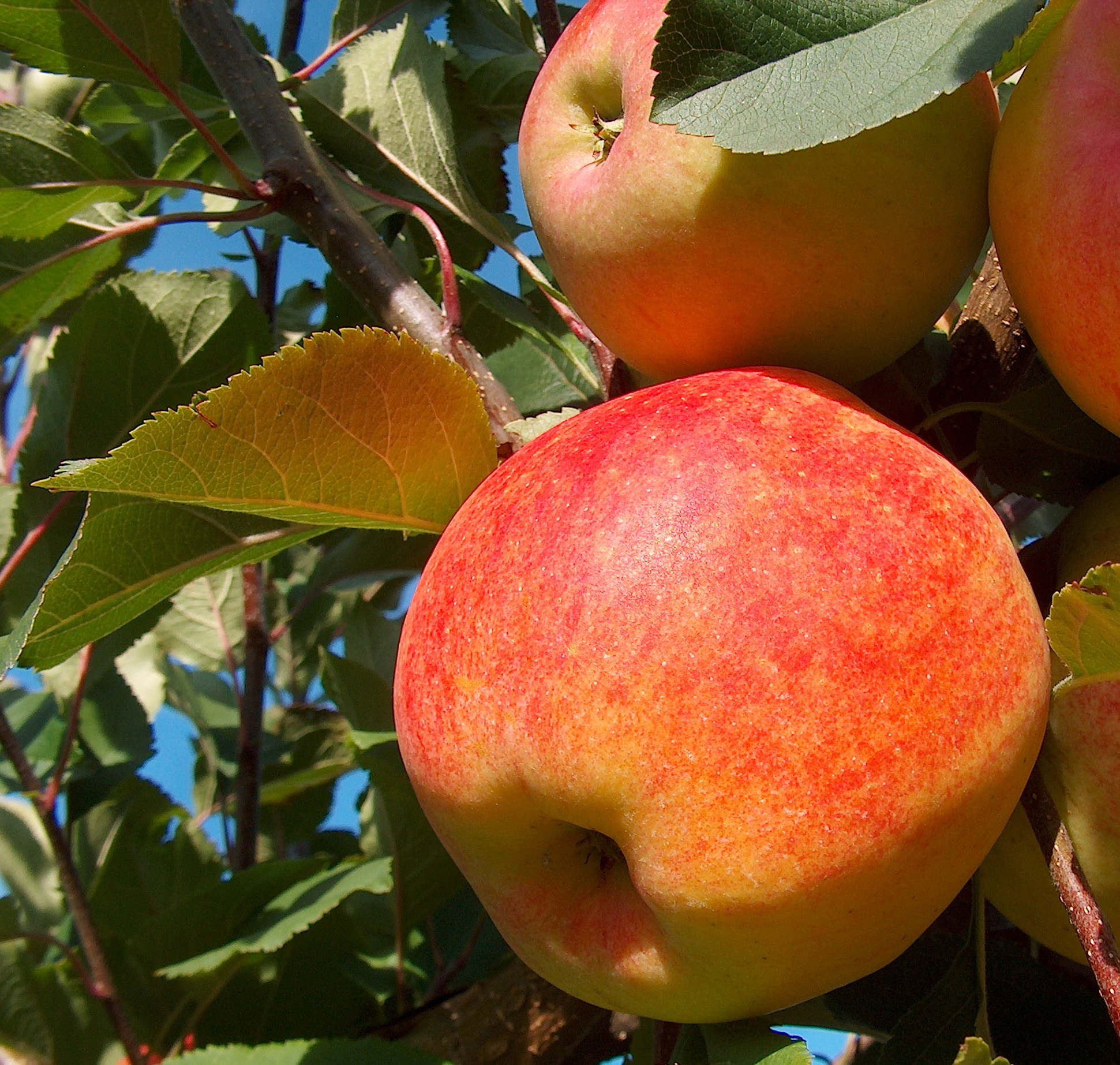
Pomme Shampion

Sampion ou Shampion est un cultivar de pommier domestique
Nom botanique: Malus Pumila Sampion.

## Origine
1970, Střižovice, en République Tchèque.

## Parenté
- Cultivar issu du croisement Golden Delicious x Cox's Orange Pippin[1]
- Descendants : Rajka, très résistante à la tavelure

## Pollinisation
- Groupe de floraison: B[2]
- S-génotype:  S3S5[3].

## Culture
- Maladies : peu susceptible à la tavelure[4].